# Mallophora tibialis
Mallophora tibialis är en tvåvingeart som beskrevs av Macquart 1838. Mallophora tibialis ingår i släktet Mallophora och familjen rovflugor. Inga underarter finns listade i Catalogue of Life.